# Henk Overgoor
Hendrikus Johannes Paulus Overgoor (30 de abril de 1944 – 23 de abril de 2020) fue un futbolista neerlandés que jugó como lateral izquierdo.

## Biografía
Nació en Gendringen, Países Bajos. Jugó para Go Ahead Eagles de 1963 a 1965 y para De Graafschap de 1965 a 1979. 
Con De Graafschap ganó la Tweede Divisie de 1968–69. 
Fue apodado De Kapper (El Peluquero) porque provenía de una familia de peluqueros.

## Muerte
Overgoor murió el 23 de abril de 2020 de COVID-19 en Amsterdam[cita requerida] a la edad de 75 años.